# فريدي فيرنانديز
خوسيه فريدي فيرنانديز (بالإسبانية: Freddy Fernández)‏ (مواليد 25 فبراير 1974) لاعب كرة قدم كوستاريكي دولي يجيد اللعب في خط الدفاع . يلعب حاليا لصالح نادي بلدية ليبيريا الكوستاريكي .

## روابط خارجية
- فريدي فيرنانديز على موقع الاتحاد الدولي (مؤرشف)  (الإنجليزية)
- فريدي فيرنانديز على موقع قاعدة بيانات كرة القدم.إي يو (الإنجليزية)
- فريدي فيرنانديز على موقع ناشيونال فوتبول تيمز (الإنجليزية)